# Kenya Barris
Kenya Barris (Inglewood, 9 de agosto de 1973) é um roteirista, produtor, realizador e ator americano. Ele é mais conhecido por ser o criador da sitcom black-ish da ABC (2014–2022).

## Biografia
Barris nasceu em Inglewood, Califórnia, o segundo de cinco filhos. Ele recebeu seu nome após a visita de seu pai a Quênia. Os pais de Barris se divorciaram quando ele tinha cinco anos. Ele é um ex-aluno da Universidade de Atlanta. 